# Xiamen Air

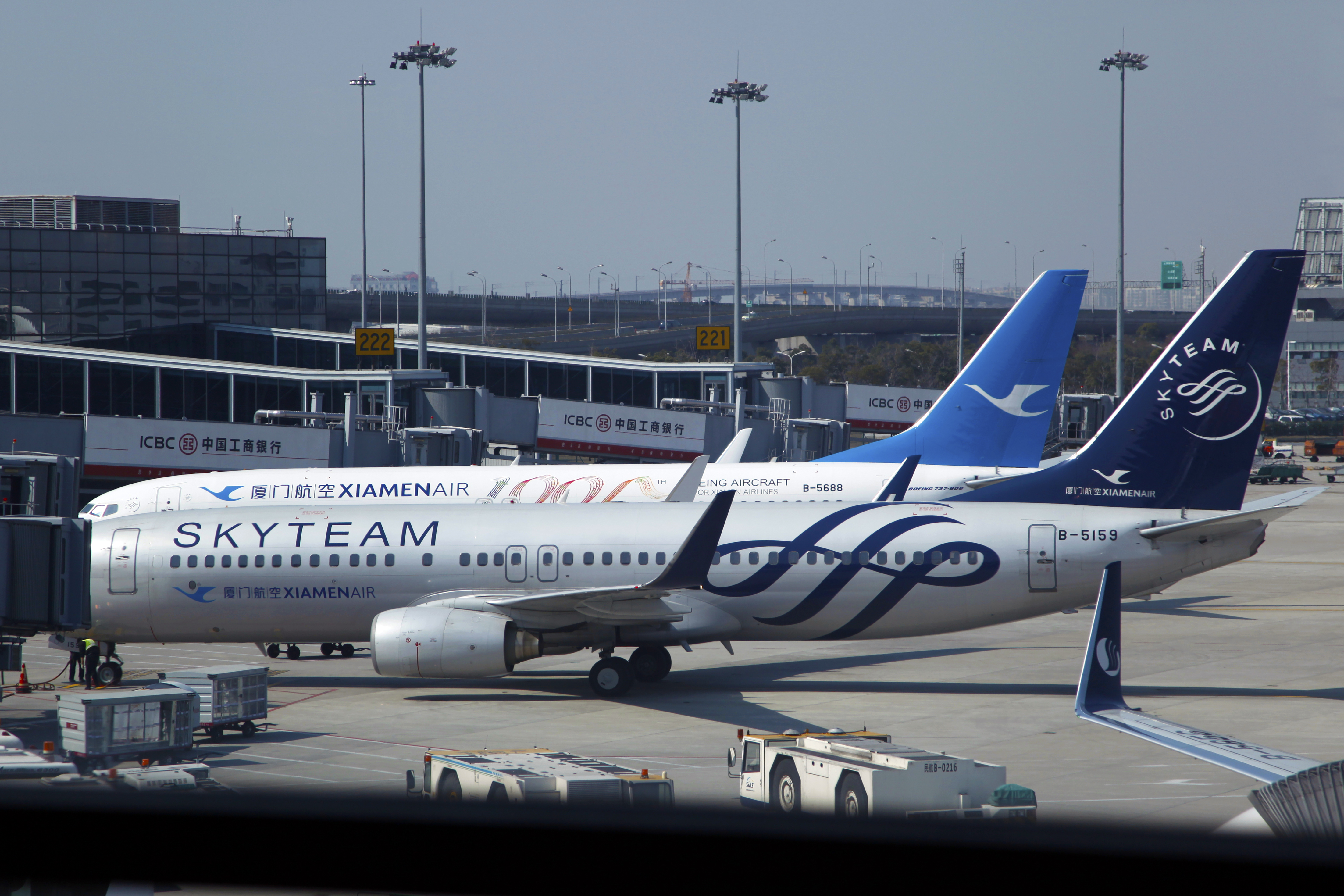
Boeing 737-800 XiamenAir v barvách SkyTeamu (2014)

XiamenAir (dříve Xiamen Airlines, čínsky v českém přepisu Sia-men Chang-kchung, pchin-jinem Xiàmén Hángkōng, znaky 厦门航空) je čínská letecká společnost se sídlem v Sia-menu (provincie Fu-ťien), byla založena 25. července 1984. Letecké základny má na letištích v Fu-čou, letišti Sia-men a letišti Chang-čou. Společnost je vlastněna z 55% aeroliní China Southern Airlines, 34% Xiamen Construction and Development Group, 11% Fujian Investment & Development Group. XiamenAir jsou od 21. listopadu 2012 členem aliance aeroliní SkyTeam. V roce 2015 přepravila společnost 22,77 milionu cestujících a vydělala 1800 milionů čínských jüanů.

## Flotila
Flotila v únoru 2018 čítala 163 letadel. Průměrné stáří flotily bylo 5,4 let. XiamenAir je jediná asijská letecká společnost provozující pouze Boeingy.
| Letadlo        | Počet | Objednávky | Cestující | Cestující | Cestující | Cestující | Poznámky |
| Letadlo        | Počet | Objednávky | F         | J         | Y         | Celkem    | Poznámky |
| -------------- | ----- | ---------- | --------- | --------- | --------- | --------- | -------- |
| Boeing 737-700 | 10    | —          | —         | 8         | 120       | 128       |          |
| Boeing 737-800 | 139   | 4          | —         | 8         | 162       | 170       |          |
| Boeing 737-800 | 139   | 4          | —         | 8         | 156       | 164       |          |
| Boeing 737-800 | 139   | 4          | —         | –         | 184       | 184       |          |
| Boeing 757-200 | 4     | —          | 8         | 8         | 158       | 174       |          |
| Boeing 757-200 | 4     | —          | 8         | 8         | 164       | 184       |          |
| Boeing 787-8   | 6     | —          | 4         | 18        | 215       | 237       |          |
| Boeing 787-9   | 4     | 2          | –         | 30        | 260       | 290       |          |
| Celkem         | 163   | 6          |           |           |           |           |          |

## Fotogalerie

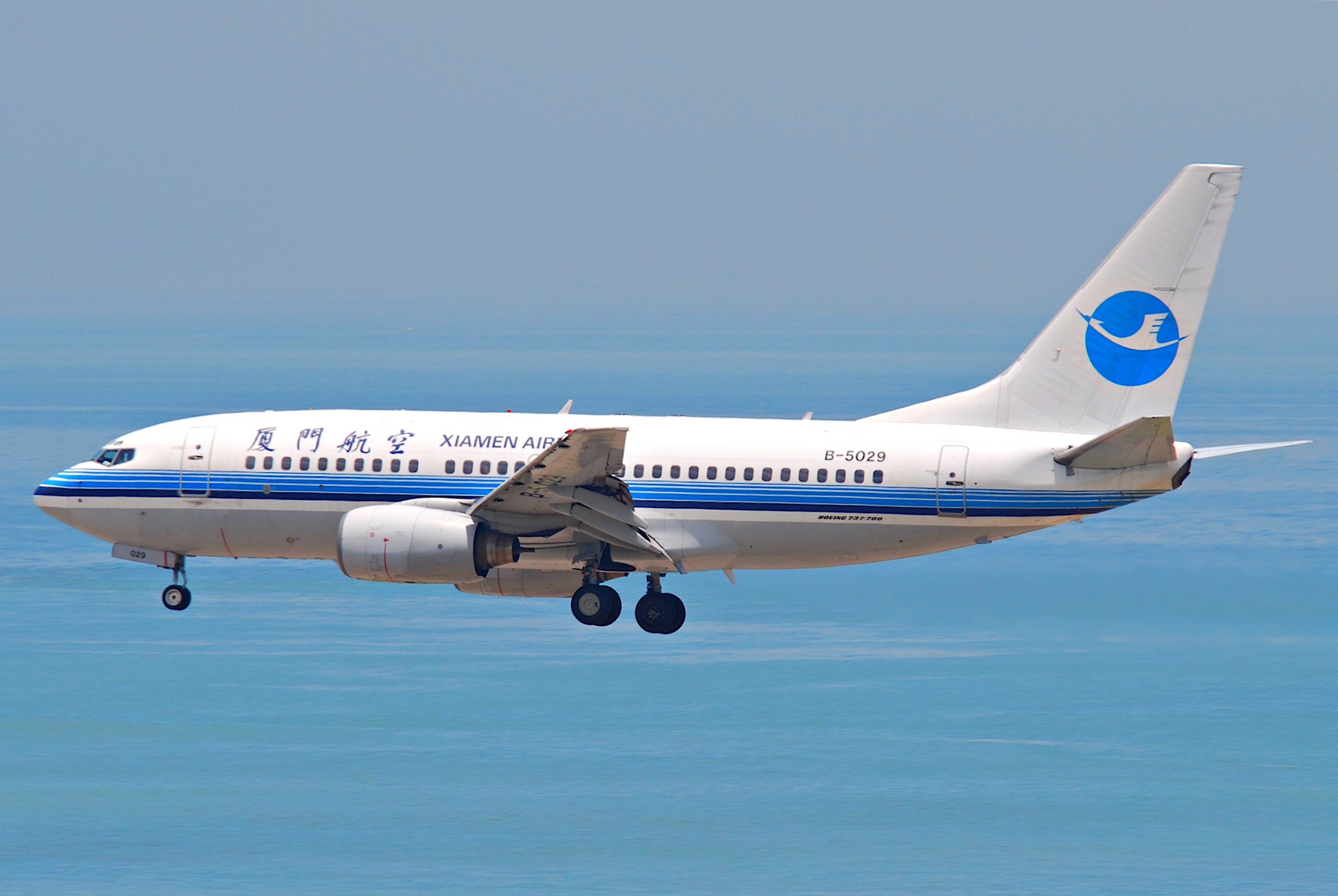
Boeing 737-700
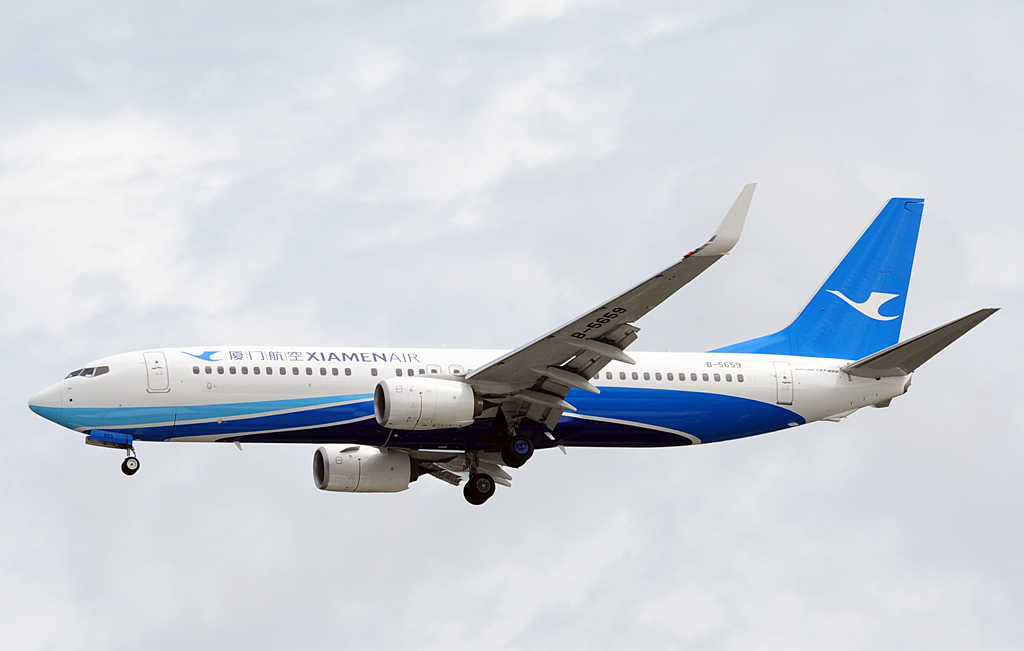
Boeing 737-800
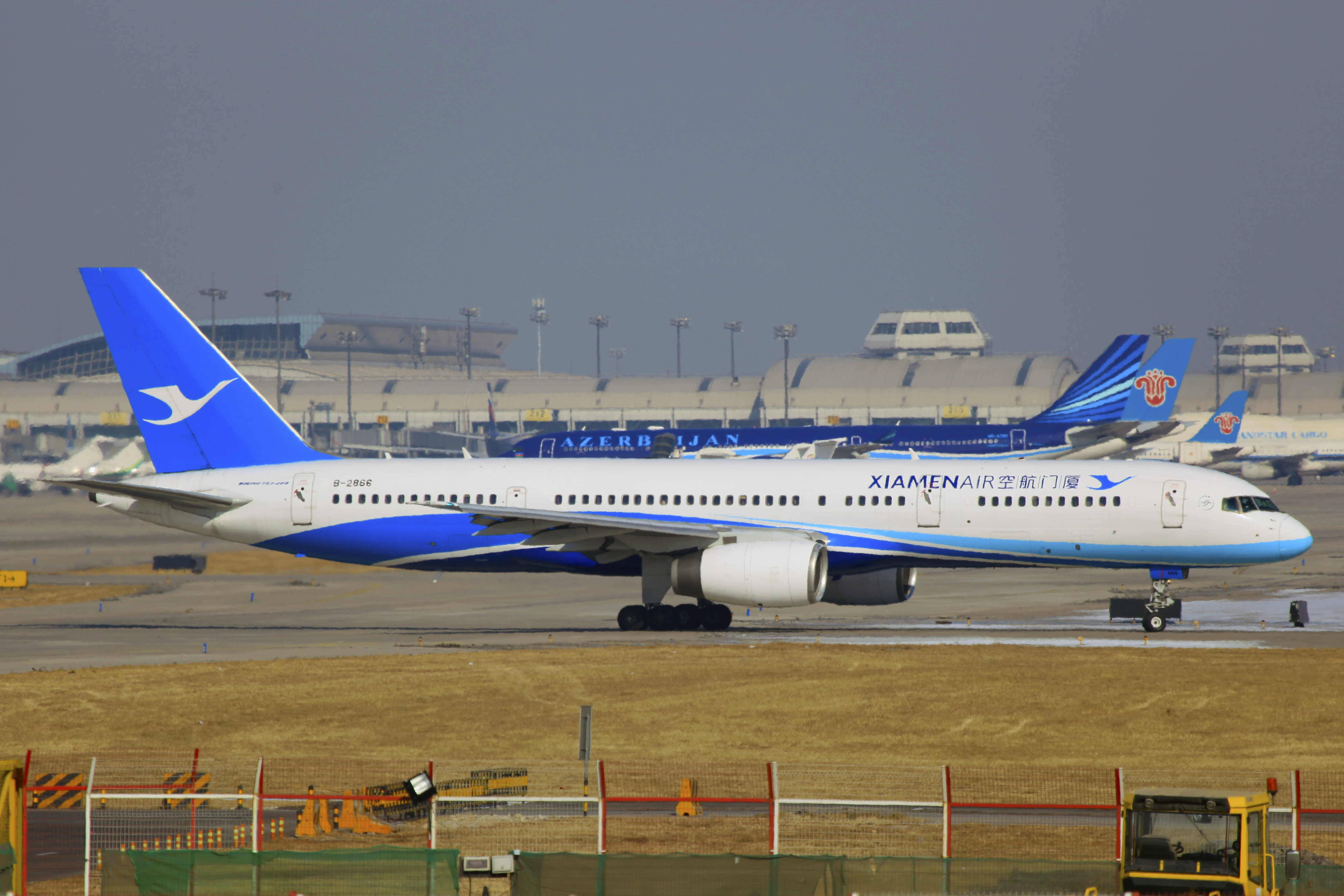
Boeing 757-200
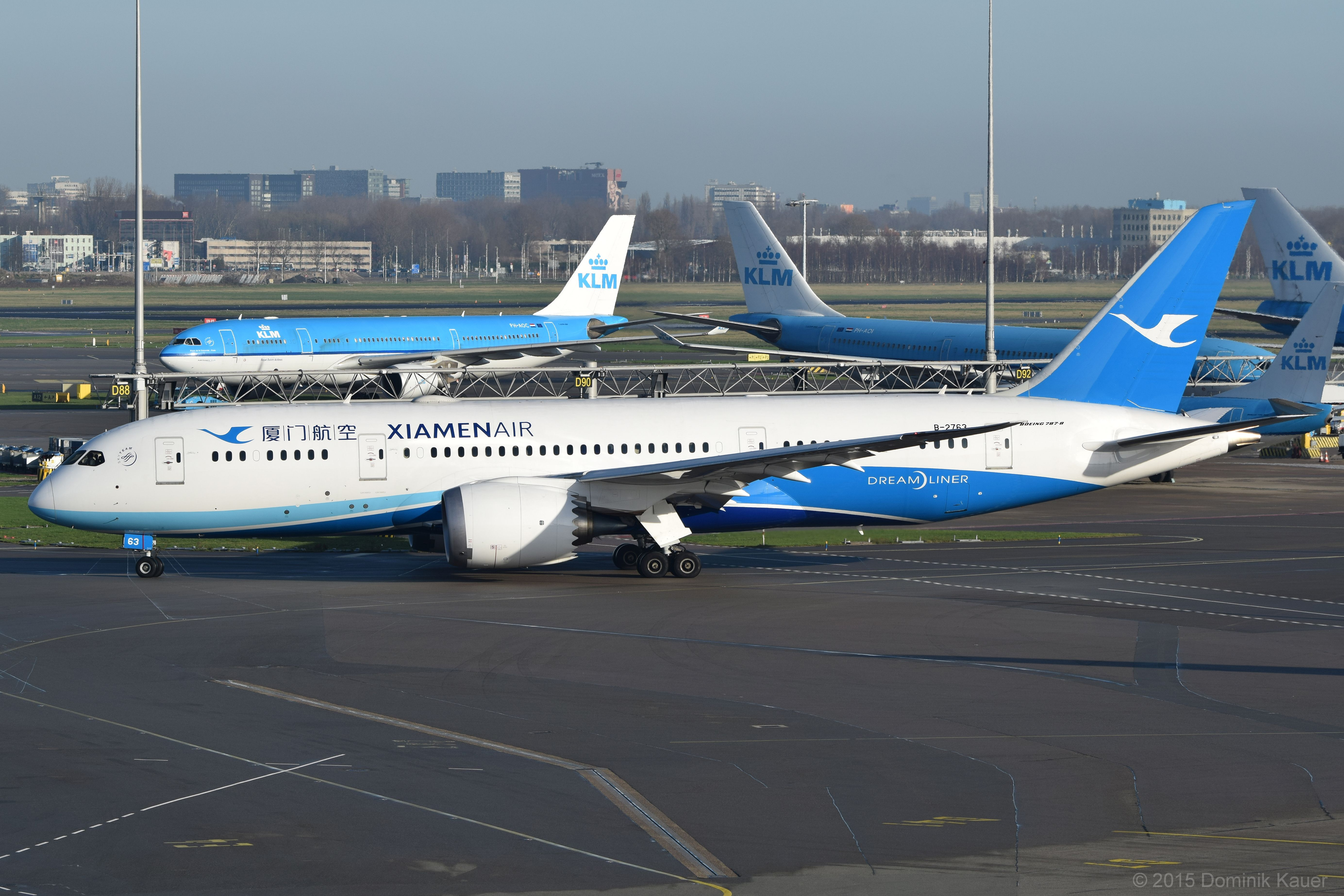
Boeing 787-8